# 로베르토 만리케
로베르토 만리케(스페인어: Roberto Manrique, 1979년 4월 23일 ~ )는 에콰도르의 배우이자 모델이다.